# Галиб, Умар Артех
Умар Артех Галиб или Омер Карт Калиб (сомал. Cumar Carte Qaalib, араб. عمر عرتي غالب‎; 1930, Британское Сомали — 18 ноября 2020, Харгейса) — сомалийский государственный деятель. Премьер-министр Сомалийской Демократической Республики с 24 января 1991 года по май 1993 года. Ранее с 1969 по 1976 год он занимал пост министра иностранных дел.

## Биография

### Ранняя жизнь и образование
Галиб родился в Британском Сомали в 1930 году. Был членом субклана Саад Муса, клан Хабр Аваль Исаак, и принадлежал к Объединённому сомалийскому конгрессу.
Получил начальное и среднее образование в Харгейсе и Шихе, а высшее образование в Бристольском университете в Великобритании.

### Карьера
Галиб начал свою карьеру в качестве школьного учителя, а затем директора начальных школ Ласъанода, Берберы и Харгейсы соответственно. Незадолго до того, как он отправился в Великобританию в 1956 году, он был назначен заместителем директора средней школы Шиха. По возвращении в 1958 году он был назначен первым директором средней школы-интерната Габили.

#### Министр иностранных дел
С 1969 по 1976 год Галиб занимал пост министра иностранных дел. До этого с 1965 по 1968 год он был послом Сомали в Эфиопии. В качестве министра иностранных дел в январе 1972 года он был председателем Совета Безопасности ООН. В 1972 году он был ведущим посредником между Угандой и Танзанией во время Угандийско-танзанийской войны. В 1974 году, благодаря Галибу, Сомали попала в Лигу арабских государств.

#### Арест и падение правительства

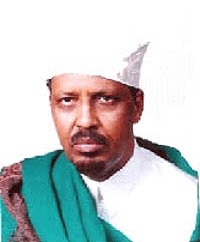
Портрет Умара Галиба, 1990 год

В 1982 году Галиб был уволен со своей должности после несогласия с всё более открытой политикой Барре по поддержке этнического сомалийского восстания в сомалийском регионе Эфиопии. Впоследствии Галиб был арестован, а в 1989 году, проведя 7 лет в тюрьме без предъявления обвинений, его судили за государственную измену и приговорили к смертной казни. После протестов со стороны различных иностранных правительств Сиад Барре смягчил приговор Галибу, но держал его под домашним арестом. В конце января 1991 года, когда его режим стал рушиться, Сиад Барре попросил Галиба сформировать новое правительство, которое будет вести переговоры с повстанцами, но военные успехи Объединённого сомалийского конгресса вынудили Сиада Барре бежать из столицы до того, как какая-либо передача власти могла быть завершена. 

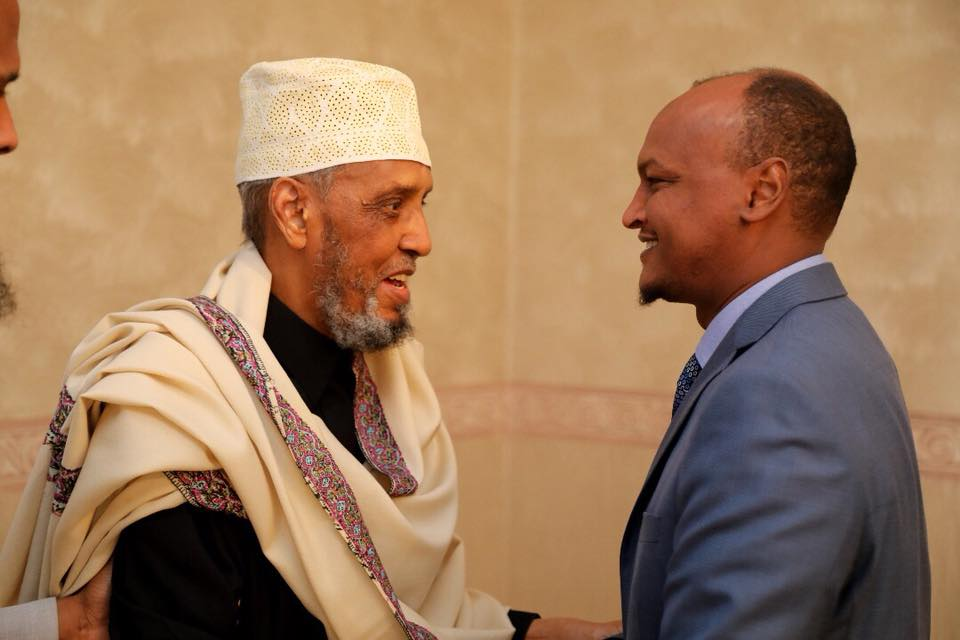
На встрече с заместителем премьер-министра Сомали Махди Мохамедом Гуледом. Эр-Рияд, 27 ноября 2017 года

#### Премьер-министр Сомали
24 января 1991 года, после двух лет домашнего ареста, он был назначен президентом Сомалийской Демократической Республики Сиадом Барре премьер-министром. Однако до того, как могла произойти какая-либо передача власти, быстрое продвижение Объединённого сомалийского конгресса вынудило Барре бежать из Могадишо. После отставки Барре следующий президент Али Махди Мохамед повторно назначил Галиба премьер-министром. Эту должность он занимал до мая 1993 года.
По мере того как в 1991 году в Сомали началась гражданская война, его должность премьер-министра становилась всё более номинальной, и он проводил много времени за границей. В 1993 году он вернулся в Сомалиленд, признав отделение этого региона от Сомали.